# 日活ロマンポルノ事件
日活ロマンポルノ事件（にっかつロマンポルノじけん）とは、1972年（昭和47年）に日本映画界の自主統制機関である映画倫理委員会が審査した成人映画が、刑法の猥褻図画公然陳列罪容疑で起訴され、日活ロマンポルノが『芸術か猥褻か』が裁判で問われ、刑事訴訟に発展した事件である。起訴された被告は、全員無罪が確定した。「日活・ロマンポルノ事件」「日活ロマンポルノ裁判」とも言われる。

## 経過
この事件は、1971年（昭和46年）から1972年（昭和47年）にかけて公開上映された日活が製作配給した成人映画3作品（『愛のぬくもり』、『恋の狩人・ラブハンター』、『OL日記・牝猫の匂い』）と、プリマ企画製作・日活配給による『女高生芸者』の日活ロマンポルノ4作品が、警視庁から「猥褻物である」として摘発され、1972年（昭和47年）9月に日活の映画本部長、製作・配給責任者、映画監督、映画プロデューサーら6人（日活の村上覚取締役、黒澤満日活映画本部室長、日活の映画監督・山口清一郎、藤井克彦、近藤幸彦と、渡辺輝男プリマ企画常務取締役）が、刑法の猥褻図画公然陳列罪容疑で、また、この映画を上映するにあたり映画を審査した映画倫理委員会（以下、映倫）の審査員3人（武井韶平、入名正、荒田正男）が同幇助罪容疑で、逮捕された事件である。
警視庁保安一課は前記の4本を1965年の『黒い雪』を上回るワイセツ映画と判断。1972年2月3日に黒澤満日活映画本部室長、渡辺輝男プリマ企画常務取締役、大槻満新宿オデヲン座支配人、加藤修亮同劇場映写技師の4人が警視庁に出頭したのを始め、取り調べを受けた。日本映画界の表現自主統制機関である映倫が、初めて刑事責任を問われる事態となり、日活ロマンポルノに多くの固定観客がいたこともあって、当時注目された。映倫の審査員までが起訴されたことで、問題は日活以外にも波及し、日本映画製作者連盟（以下、映連）が一丸となって日活と共に裁判闘争に臨むべく、1972年9月に東映社長で映倫維持委員会委員長の岡田茂を長とする「映倫裁判対策委員会」が結成された。岡田は自社で日活同様に成人映画（東映ポルノ）製作や外国ポルノの輸入配給を行っており、日活にとっては適任かつ心強い味方となった。
また大島渚、今村昌平、新藤兼人ら映画監督、映画評論家も証言台に立ち、大論争が巻き起こった。日活ロマンポルノ裁判は足かけ9年続いた。この間も日活のロマンポルノは興行的に成功を収め、1975年8月7日に日活本社ビル地階の日活ローレル日比谷店で「日活ロマンポルノ製作四周年記念謝恩パーティ」が映画関係者を集め開催された。パーティでは宮下順子や、二条朱美、梢ひとみ、田口久美、谷口香織らロマンポルノ女優が水着や浴衣、ネグリジェ姿で接待や歌謡ショーなどを行い、日活の好調をアピールした。映倫の維持委員会委員長とロマンポルノ裁判法廷対策委員長としてロマンポルノ裁判を共闘し、江守清樹郎相談役に乾杯の音頭の指名を受けた岡田茂は「7月配収で邦画三社はシュンとした中、日活さんの上昇ぶりは素晴らしい。今度はホテルオークラあたりの広いところでパーティを開催しましょう」などと一席ぶって拍手を湧かせた。
1978年（昭和53年）6月、一審の東京地方裁判所は無罪判決を下した。判決では「性描写をどこまで許すかは、時代と共に変わる社会的通念による。」とした上で「映倫の審査はすでに一定の社会的評価、信頼が確立されており、映倫の審査を尊重するべき」とした。東京地方検察庁はこの判決を不服として控訴した。
同年暮れには、日活ロマンポルノの成功や、一般映画『嗚呼!!花の応援団』の大ヒットにより、念願の日活撮影所も買い戻して社内には活気がみなぎり、マスコミや興行者など映画関係者を撮影所に招いて「日活撮影所返還記念パーティ」という異例のパーティを開催した。来賓祝辞を述べた岡田茂映連会長は「思えばこの撮影所を売り払った堀さんは、偉大な人間だったが、売ったものを返せという日活組合員も大したものだ」と持ち上げた。
1980年（昭和55年）7月、二審の東京高等裁判所も一審とほぼ同様の理由で判決を支持、検察側の主張を棄却し、無罪判決を言い渡した。東京高等検察庁はこの判決に対し、最高裁判所への上告を断念。無罪判決が確定判決となった。
無罪判決を勝ち取った後の同年9月6日には、岡田の音頭取りで「ポルノ裁判・無罪判決を祝う会」が日本プレスセンターで開催されている。

## 日活ロマンポルノ事件を題材にした作品
- 『R★P ロマンポルノ』てしろぎたかし、久麻當郎著、ICE。関係者や日活への取材をもとにした”実録”マンガ。[12]